# نادرة (ممثلة)
نادرة هي ممثلة هندية (وحملت سابقاً جنسية الراج البريطاني)، ولدت في 5 ديسمبر 1932 في العراق، وتوفيت في 9 فبراير 2006 بمومباي في الهند بسبب نوبة قلبية وسكتة. من الجوائز التي نالتها جائزة فيلم فير لأفضل ممثلة في دور ثانوي سنة 1976.

## جوائز
- جائزة فيلم فير لأفضل ممثلة في دور ثانوي (1976)

## وصلات خارجية
- نادرة على موقع IMDb (الإنجليزية)
- نادرة على موقع ألو سيني (الفرنسية)
- نادرة على موقع أول موفي (الإنجليزية)
- نادرة على موقع قاعدة بيانات الأفلام السويدية (السويدية)
- نادرة على موقع قاعدة بيانات الفيلم (الإنجليزية)
- نادرة على موقع كينوبويسك (الروسية)